# Shallow Life
Shallow Life è il quinto album in studio del gruppo musicale italiano Lacuna Coil, pubblicato il 20 aprile 2009 dalla Century Media Records e distribuito dalla EMI.
L'album è stato registrato a Los Angeles nell'autunno 2008 ed è stato prodotto da Don Gilmore, già produttore di Linkin Park, Dashboard Confessional, Duran Duran, Good Charlotte, Avril Lavigne e Jay-Z.

## Tracce
Testi di Cristina Scabbia, Andrea Ferro e Don Gilmore, musiche di Marco Coti Zelati, Cristiano "Pizza" Migliore, Marco "Maus" Biazzi e Cristiano "Criz" Mozzati.
1. Survive – 3:34
2. I Won't Tell You – 3:47
3. Not Enough – 3:40
4. I'm Not Afraid – 3:22
5. I Like It – 3:42
6. Underdog – 3:40
7. The Pain – 4:00
8. Spellbound – 3:21
9. Wide Awake – 3:51
10. The Maze – 3:38
11. Unchained – 3:22
12. Shallow Life – 4:00

Traccia bonus
1. Oblivion – 4:09

## Formazione
- Cristina Scabbia – voce
- Andrea Ferro – voce
- Marco Coti Zelati – basso
- Marco Emanuele Biazzi – chitarra
- Cristiano Migliore – chitarra
- Cristiano Mozzati – batteria

## Classifiche
| Classifica (2009) | Posizione massima |
| ----------------- | ----------------- |
| Austria           | 68                |
| Belgio (Fiandre)  | 74                |
| Belgio (Vallonia) | 60                |
| Francia           | 46                |
| Germania          | 52                |
| Italia            | 25                |
| Paesi Bassi       | 76                |
| Regno Unito       | 42                |
| Spagna            | 95                |
| Stati Uniti       | 16                |
| Svizzera          | 64                |